# Richard Goodchild
Richard George Goodchild (* 18. Juli 1918 in Exeter; † 18. Februar 1968 in London) war ein britischer Provinzialrömischer Archäologe. Er ist einer der Pioniere der Archäologie Libyens.

## Ausbildung und Karriere
Das Interesse von Goodchild an der Archäologie wurde bereits als Schuljunge an der Cranleigh School, einem unabhängigen Internat in der Grafschaft Surrey, geweckt. Ab 1936 besuchte er das zur Universität Oxford gehörende Oriel College, um Geschichte zu studieren. Dort lernte er die Archäologische Gesellschaft der Universität kennen und wurde deren Mitglied. Gruppen dieser Gesellschaft zogen zu dieser Zeit an freien Nachmittagen aufs Land, um Ausgrabungen durchzuführen. Während einer dieser Grabungen lernte Goodchild unter anderem die Archäologin Olwen Brogan (1900–1989) und den späteren Pionier der Luftbildarchäologie, John Bradford (1918–1975), kennen. Noch während der Studienzeit gruben Goodchild und Bradford den gallorömischen Tempel von Frilford in der Grafschaft Oxfordshire aus.
Unmittelbar nach seinem Abschluss in Oxford brach der Zweite Weltkrieg aus. Goodchild erhielt ein Offiziers-Stipendium, um der Königlichen Artillerie beizutreten. Im Rang eines Captains tat er im Nahen Osten und in Italien Dienst. Soweit es möglich war, nutzte er jede Gelegenheit, um die antiken Orte der Länder, in denen er diente, zu besuchen.
Für die britische Militärverwaltung war Goodchild von 1946 bis 1948 als Chef der Antikensammlung in der nun von den Alliierten besetzten italienischen Provinz Tripolitanien tätig. Dort traf er auch wieder auf Brogan und begann seine jahrelange Zusammenarbeit mit dem Archäologen John Bryan Ward-Perkins (1912–1981), der seit 1945 Direktor der British School in Rom war. Im Jahr 1947 wurde Goodchild Mitglied der Society of Antiquaries of London und von 1948 bis 1953 arbeitete er als Bibliothekar an der British School in Rom. Während dieser Tätigkeit war er während seines Urlaubs stets in Tripolitanien, um dort mit knappem Budget zum Erhalt des antiken kulturellen Erbes beizutragen. Zudem führte er Vermessungsarbeiten an den antiken Stätten durch und leitete Ausgrabungen im Hinterland. Daneben führte er mehrere Expeditionen in das südliche Tripolitanien. Um eine Karte des römerzeitlichen Libyens zu erstellen, erweiterte er sein Forschungsgebiet auf Kyrenaika und Syrtica. Die daraus resultierenden zwei Blätter für das unter anderem von Ward-Perkins nach dem Krieg wieder angestoßene Forschungsprojekt „Tabula Imperii Romani“ wurden nach ihrer Fertigstellung von der Society of Antiquaries of London veröffentlicht.
Im Jahr 1953 wurde er von der königlichen libyschen Regierung zum Leiter des Antikendienstes für die Provinz Kyrenaika bestellt. Diese Funktion behielt er bis 1966. Im Jahr 1967 wurde er zum Professor der Archäologie für die römischen Provinzen an die Universität London berufen.

## Publikationen (Auswahl)
- Libyan Studies. Select Papers of the Late R. G. Goodchild. Elek, London 1976, ISBN 0-236-17680-3.
- Kyrene und Apollonia (= Ruinenstädte Nordafrikas. Band 4). Raggi, Zürich 1971.
- Fortificazioni e palazzi bizantini in Tripolitania e Cirenaica. In: Corso di Cultura sull’Arte Ravennate e Bizantina. Band 13, 1966, S. 225–250.
- Tabula Imperii Romani: Map of the Roman Empire based on the International 1:1,000,000 Map of the World, Sheet H. I. 33. Lepcis Magna. Society of Antiquaries of London, Oxford 1954.
- Tabula Imperii Romani. Map of the Roman Empire based on the International 1:1,000,000 Map of the World, sheet H.I.34: Cyrene. Society of Antiquaries of London, Oxford 1954.
- mit John Bryan Ward Perkins: The Christian Antiquities of Tripolitania. In: Archaeologia or Miscellaneous Tracts Relating to Antiquity. Band 95, 1953, S. 1–84.
- mit John Bryan Ward Perkins: The Roman and Byzantine Defences of Lepcis Magna. In: Papers of the British School at Rome. Band 21, 1953, S. 42–73.
- The Roman Roads and Milestones of Tripolitania. Discoveries and Researches in 1947. Department of Antiquities, British Military Administration, Tripolitania 1948.
- mit John Bryan Ward-Perkins: Christian monuments of Cyrenaica. Herausgegeben von Joyce Reynolds (= Society for Libyan Studies monograph. Band 4). Society for Libyan Studies, London 2003, ISBN 1-900971-01-1.